# Hütteldorf (metropolitana di Vienna)
Hütteldorf è una stazione della metropolitana di Vienna, capolinea occidentale della linea U4. Si trova nel 14º distretto in corrispondenza dell'omonima stazione ferroviaria, con cui costituisce un nodo di scambio intermodale.

## Descrizione
La stazione della metropolitana è stata realizzata in superficie in una struttura separata parallela ai binari dell'adiacente stazione ferroviaria. Ai treni si accede da una piattaforma centrale.
In precedenza, sugli stessi binari era operativa la Stadtbahn elettrica che ha terminato il suo servizio il 28 agosto 1981, per essere poi incorporata nella metropolitana. I treni della linea U4 hanno iniziato il servizio 20 dicembre 1981. 
Il vecchio deposito della Stadtbahn è stato chiuso il 25 ottobre 1980, ma gli ultimi binari di raccordo non sono stati chiusi fino al 12 marzo 1981. In seguito è stato realizzato un raccordo sostitutivo fino al deposito di Hütteldorf.

## Ingressi
- Hadikgasse
- Keißlergasse
- Parkhaus